# 人民十字军工党
人民十字軍工黨（荷蘭語：Partij van de Arbeid en de Volksstrijd；帕皮阿門托語：Partido Laboral Krusada Popular，簡稱PLKP）是古拉索的一個政黨，成立於1997年5月1日。人民十字軍工黨的意識形態是社會民主主義與主張勞工運動。政治立場屬於中間偏左。人民十字軍工黨是拉美加勒比政黨常設會議的觀察員。
人民十字軍工黨之所以會成立是因為古拉索的工會希望在古拉索政壇擁有發言權。